# Kuhdasht
Kuhdasht este un oraș din Iran.